# Euchroma
Euchroma è un genere di coleotteri della famiglia Buprestidae.

## Tassonomia
- Euchroma gigantea (Linnaeus, 1758)